# 1936年ベルリンオリンピックのユーゴスラビア選手団
1936年ベルリンオリンピックのユーゴスラビア選手団（1936ねんベルリンオリンピックのユーゴスラビアせんしゅだん）は、1936年8月1日から8月16日にかけてドイツの首都ベルリンで開催された1936年ベルリンオリンピックのユーゴスラビア選手団、およびその競技結果。

## 概要
今大会は銀メダル1個を獲得した。

## メダル
| メダル | 選手名             | 競技 | 種目       |
| ------ | ------------------ | ---- | ---------- |
| 銀     | レオン・シュツケリ | 体操 | 男子つり輪 |